# Elisa (profeet)

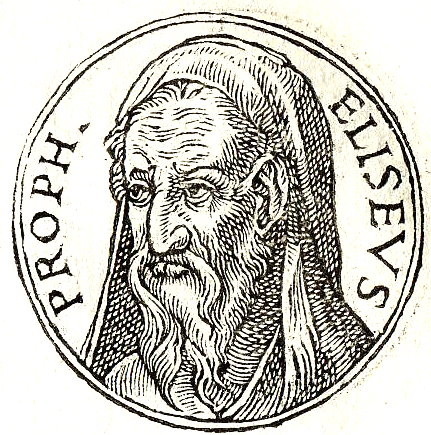
Elisa volgens Promptuarii Iconum Insigniorum

Elisa (ook wel Eliza of Eliseüs; Hebreeuws: אלישע "Mijn God is redding", Elišaʿ, Tiberiaans Hebreeuws ʾĔlîšaʿ; Grieks: Ελισσαίος, Elisaios) is een profeet over wie geschreven staat in de Hebreeuwse Bijbel. Hij is de leerling van de profeet Elia en zijn opvolger na diens hemelvaart.
De levensloop van Elisa is met name terug te vinden aan het einde van het Bijbelboek 1 Koningen en voor de rest in het Bijbelboek 2 Koningen.
In de Rooms-Katholieke Kerk wordt zijn naamdag gevierd op 14 juni.
Elisa was de zoon van Safat uit Abel-meholah; hij werd de dienaar en volgeling van Elia (1 Koningen 19:16-19). Zijn naam komt het eerst voor in de opdracht aan Elia om hem tot opvolger te zalven.
Op zijn weg van Sinaï naar Damascus treft de profeet Elia hem aan terwijl hij met de runderen het land ploegt. Hij roept Elisa door zijn mantel over diens schouders te gooien. Hij neemt hem aan als zoon en roept hem tot het profetenambt.
Tot het overlijden van Elia is verder weinig vermeld over Elisa. Hierna wordt gezegd dat hij 'een dubbel deel' van de geest van Elia heeft gekregen, en wel omdat hij de wonderbaarlijke hemelvaart van Elia heeft mogen aanschouwen. Hij heeft de leiding van de profetenschool in Jericho, redt Samaria en Dothan van een Syrische belegering, en geneest de Syrische generaal Naäman van melaatsheid. Hij zalft Hazaël tot koning over Syrië en Jehu tot koning over Israël.
Jaren later, op zijn sterfbed, komt koning Joas, de kleinzoon van Jehu van Israël, om te rouwen over zijn naderende einde. Hij spreekt tot Elisa dezelfde woorden als Elisa bij Elia's hemelvaart: "Mijn vader, mijn vader! Wagens en ruiters van Israël!"
Volgens 2 Koningen 13:20-21 werd een overleden man, door omstandigheden in de gauwigheid in het graf van Elisa gegooid, weer levend toen zijn lichaam in aanraking kwam met het gebeente van Elisa.